# Regatsdeutsche
Als Regatdeutsche (rumänisch Germani regățeni) oder Altreich-Deutsche (rumänisch Germani din Vechiul Regat) wird eine deutschsprachige Minderheit im östlichen und südlichen Teil Rumäniens bezeichnet. „Regat“ oder „Altreich“ bezeichnet in diesem Zusammenhang die Ausdehnung des Königreichs Rumänien vor dem Ersten Weltkrieg. Dieses Gebiet umfasst die Moldau (rum. Moldova), die Dobrudscha (Dobrogea) und die Walachei (Valahia oder Țara Românească).
Laut der Volkszählung von 1930 lebten im rumänischen Altreich 12.581 Deutsche in der Dobrudscha (Dobrudschadeutsche) und weitere 32.366 Deutsche in der Walachei (darunter 14.200 in Bukarest) bzw. in der westlichen Moldau. Der größte Teil der regatdeutschen Bevölkerung wurde während des Zweiten Weltkriegs im Rahmen der nationalsozialistischen Raumordnungspolitik „Heim ins Reich“ umgesiedelt.
Das Demokratische Forum der Deutschen in Rumänien (DFDR/FDGR) versteht sich als politische Vertretung der verbliebenen Regatdeutschen wie auch der anderen rumäniendeutschen Gruppen im heutigen Rumänien.